# 寒山寺
寒山寺（かんざんじ、簡体字中国語: 寒山寺、拼音: Hánshānsì）は、中華人民共和国江蘇省蘇州市姑蘇区にある臨済宗の仏教寺院。
蘇州の旧市街から西に約5キロメートル、蘇州駅南南西3キロメートルの土地にあり、寒山拾得の故事で名高い。楓橋路に面しており、唐代の詩人の張継（ちょうけい）が詠んだ漢詩「楓橋夜泊」（ふうきょう やはく）の石碑があることでも知られる。

## 沿革

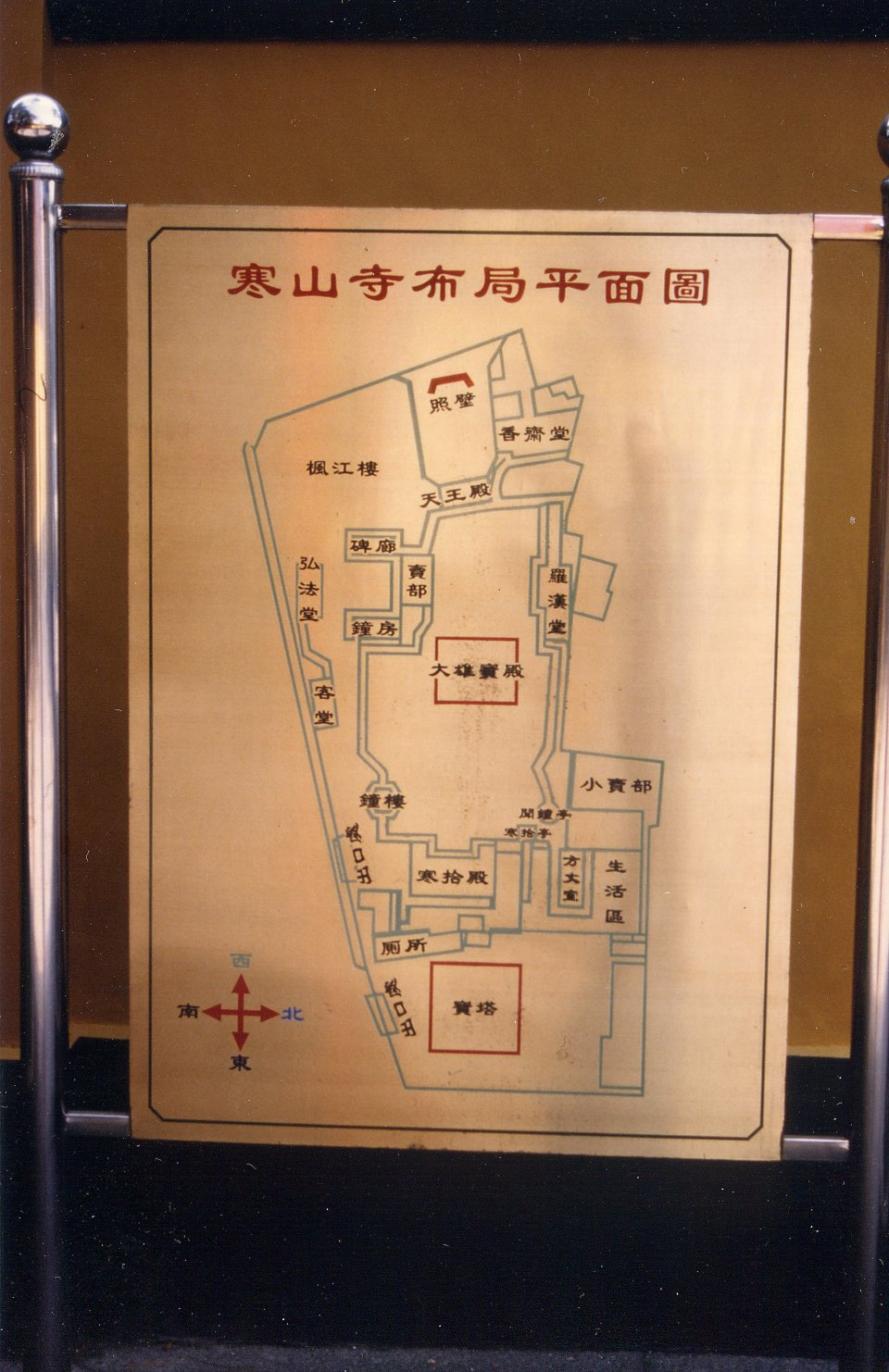
寒山寺境内配置図

寒山寺は、南北朝時代の南朝梁の天監年間（502年 - 519年）、武帝の時期に「妙利普院塔院」として創建されたとされる。寒山寺という現在の寺名は、唐代の貞観年間（627年 - 649年）に風狂の人寒山がこの地で草庵を結んだという伝承にちなむとされる。襄陽出身の張継が、有名な「楓橋夜泊」を詠んだのは8世紀中頃のことである。伽藍の創建は8世紀から9世紀にかけてのことであり、石頭希遷によると伝えられる。全盛期の寒山寺の面積は広大で、巷間で「馬に乗って山門を見る」と言われるほどであった。当時、北方から訪れた旅行者の多くは、まず寒山寺を参詣してから蘇州の市街に入ったという。
宋代の太平興国初年（976年頃）には、節度使の孫承祐によって7層の仏塔が建てられた。嘉祐年間（1056年 - 1063年）には「普明禅院」と名を改め、1134年（紹興4年）に僧法選によって再建された。
宋以後は伽藍の盛況をみた寒山寺であったが、元末の1366年（至正26年）、張士誠と朱元璋（後の太祖洪武帝）の間の戦闘により焼失した。明初の1369年（洪武2年）に恵貞により再建されたが、そののち火災によって再び焼失。正統年間（1436年 - 1449年）に王況鐘が再建し、嘉靖年間（1522年 - 1566年）に本寂が鐘を鋳造している。しかし、明の1618年（万暦46年）に再び火災に遭って堂宇は灰燼に帰した。
清代にも1711年（康熙50年）、1860年（咸豊10年）に焼失している。1860年の焼失は、太平天国の乱にともなうもので、1876年（明治9年）に寒山寺を訪れた外務卿副島種臣は「楓橋夜泊」をもとに七言絶句のパロディを創り、その巧みさは清の高官を驚かせている。

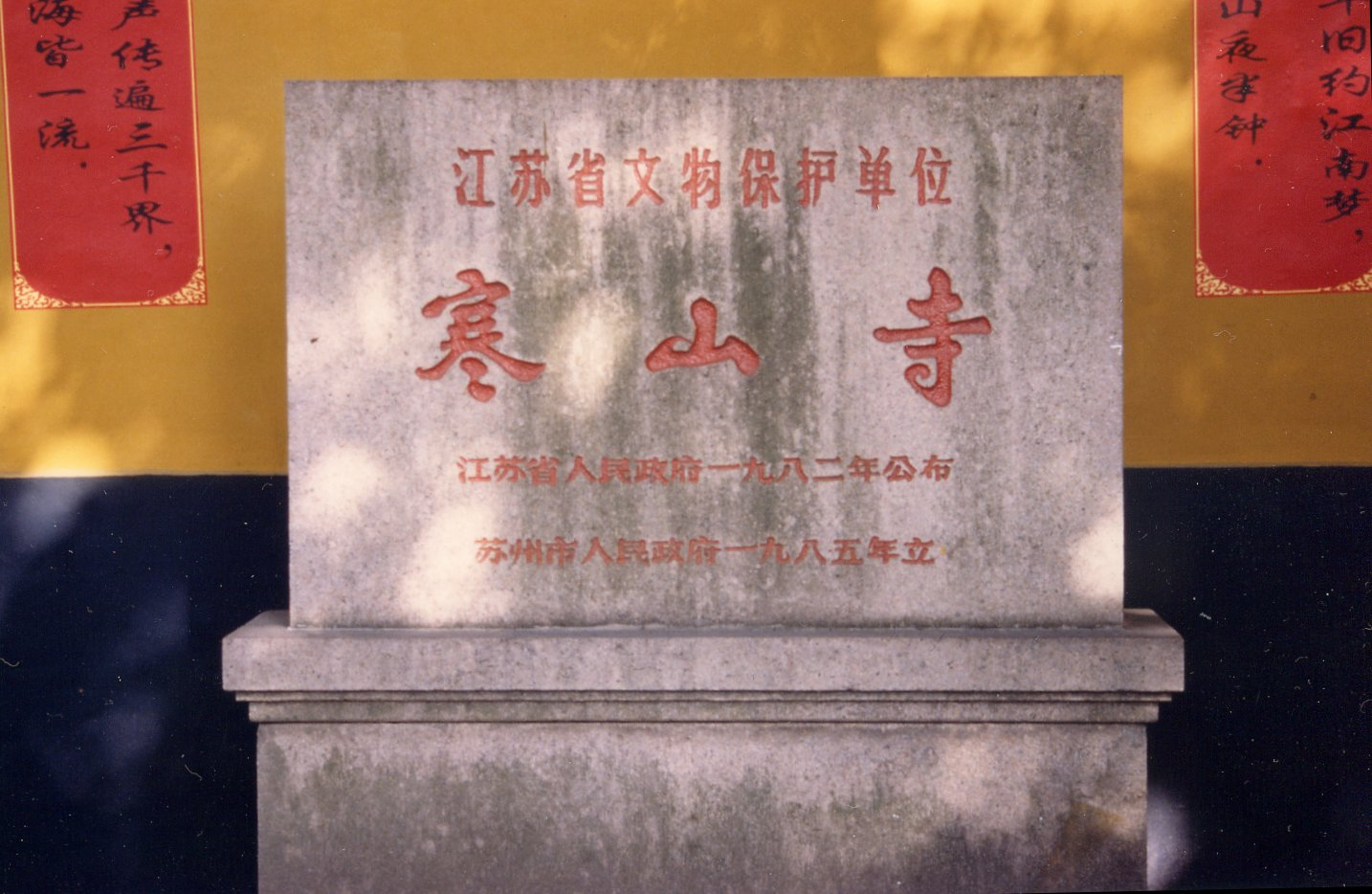
寒山寺門前の「江蘇省文物保護単位」標識碑

現在の寒山寺は、清末の1906年（光緒32年）に程徳全が再建したものであり、それぞれの建物はいずれも比較的新しいものである。
西の黄色い照壁が境内への入口となっており、中央に大雄宝殿、周囲に鐘楼、鐘房、羅漢堂、碑廊を配している。東側に寒拾殿、東端には普明宝塔があり、東西にやや細長い境内配置となっている。
日中戦争の戦火はまぬがれており、1940年の日本映画『支那の夜』の挿入歌『蘇州夜曲』でも、寒山寺が登場する。
中華人民共和国成立後、2度にわたって大改修がおこなわれた。1982年には江蘇省人民政府により「江蘇省文物保護単位」に布告された。1986年には新しい鐘が寄贈され、2005年には重量108トンの大鐘が設けられた。

## 寒山拾得

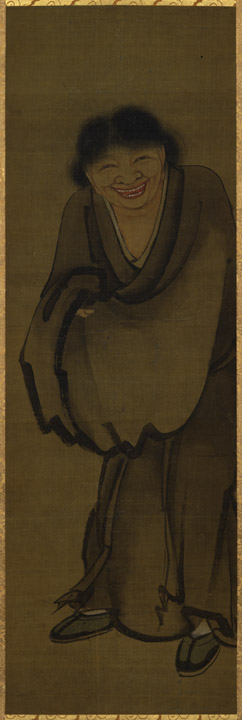
伝顔輝作『寒山拾得図』寒山、元代（14世紀）

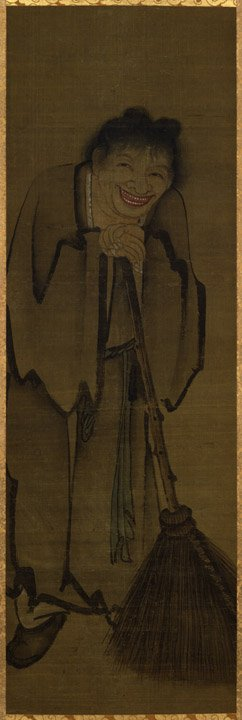
伝顔輝作『寒山拾得図』拾得、元代（14世紀）

上掲の寒山拾得図軸は、足利将軍家・織田信長・石山本願寺に伝来した名品である。

### 人物
寒山と拾得は共に詩僧、唐代の脱俗的な人物で、両者とも在世年代は不詳である。
寒山は始豊県西方70里の寒巌幽窟に住んでいたため寒山と呼ばれ、樺の皮をかぶって大きな木靴をはいていたという。拾得は天台山国清寺の豊干（ぶかん）に拾い養われたので拾得と称し、国清寺の行者となった。
ふたりは7世代にわたる仇敵同士の家に生まれたが、豊干はふたりを悟りに導いたという。相交わるようになったふたりは国清寺に出入りし、その食事係となって衆僧の残した残飯や野菜クズを拾い竹の筒にたくわえて食糧とし、乞食同然の生活をした。
時には寺域のなかで奇声・叫声・罵声を発し、時に放歌高吟したり廊下を悠々と漫歩したりして、しばしば寺僧たちを困惑させた。そして寺僧が追いかけると手を打ち鳴らして呵々大笑しておもむろに立ち去ったという。非僧非俗の風狂の徒だったが、仏教の哲理には深く通じていた。
中国語では「寒山拾得」を「和合二仙」または「和合二聖」と称する。両者とも詩作をよくし、ことに寒山は「寒山子詩」と呼ばれる多数の詩を残している。寒山は文殊菩薩、拾得は普賢菩薩の再来と呼ばれることがあり、また師の豊干禅師を釈迦如来に見立て、併せて「三聖」あるいは「三隠」と呼ぶ。寒山子詩を中心に3者の詩を集めたものに『三隠詩集』がある。

### 文学や美術にあらわれた寒山拾得
宋代以後、彼らの生き方に憧れる禅僧や文人によって格好の画題とされてきた。
中国の画家では、梁楷（MOA美術館蔵）、伝・顔輝（東京国立博物館蔵）、因陀羅（東京国立博物館蔵）などの作品が知られ、日本の画家では、可翁（相国寺竜光院蔵）、伝・周文（東京国立博物館蔵）、明兆（東福寺蔵）、霊彩（Miho Museum蔵）、曾我蕭白（興聖寺蔵）、松谿（徳川美術館蔵）、長沢蘆雪（鳥取県立博物館蔵）、海北友松（妙心寺蔵）、狩野山雪（真正極楽寺蔵）、池大雅（京都国立博物館蔵）、富岡鉄斎（武者小路実篤記念館蔵）などの作品が名高い。いずれも、台州刺史の閭丘胤の「序」から発想したもので、寒山・拾得ともに有髪の人物として描かれている。
寒山拾得の故事は、森鷗外の小説『寒山拾得』や坪内逍遙作の長唄の舞踊劇『寒山拾得』などでも知られている。また良寛は『寒山拾得に題する賛』という詩を詠んでいる。

### 拾得寺
寒山寺には、拾得がその後日本に渡って経を説いたという伝承が残っている。『人民中国』日本語版ウェブページには、日本には「拾得寺」という寺があると記されている。

## 楓橋夜泊
寒山寺は、中唐の詩人で政治家でもあった張継の七言絶句「楓橋夜泊」によって広く知られている。この詩は都落ちした旅人が、蘇州西郊の楓江にかけられた楓橋の辺りで船中に泊まった際、旅愁のために眠れぬまま寒山寺の鐘の音を聞いたという様子を詠ったものである。
| 原文           | 書き下し文                        | 通釈                                                                                     |
| 月落烏啼霜満天 | 月落ち 烏啼きて 霜天に満つ        | 月は西に落ちて闇のなかにカラスの鳴く声が聞こえ、厳しい霜の気配は天いっぱいに満ちている。 |
| 江楓漁火対愁眠 | 江楓 漁火 愁眠に対す              | 運河沿いに繁る楓と点々と灯る川のいさり火の光が、旅の愁いの浅い眠りにチラチラかすめる。   |
| 姑蘇城外寒山寺 | 姑蘇城外 寒山寺                   | そのとき姑蘇の町はずれの寒山寺から、                                                     |
| 夜半鐘聲到客船 | 夜半の鐘声 客船（かくせん）に到る | 夜半を知らせる鐘の音が、旅人である私の乗る船にまで聞こえてきた。                         |

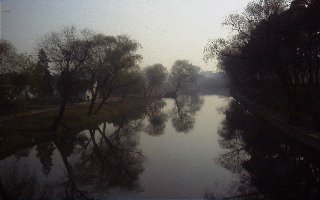
蘇州の水郷風景

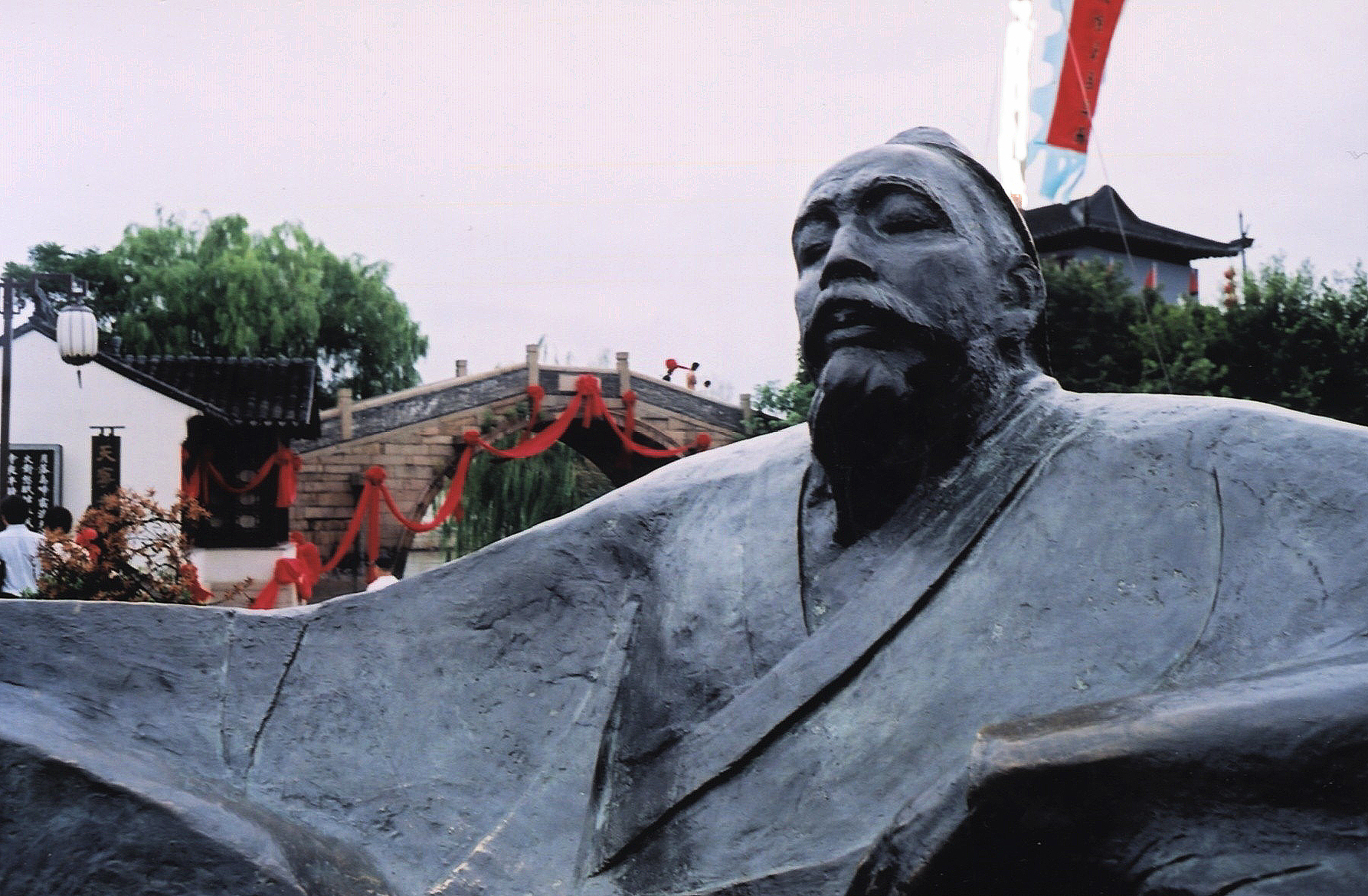
楓橋畔に建てられた張継の像

ただし今日では、上記の解釈は以下の理由から疑問視されている。
- 寺名としての「寒山寺」は、唐代の文献では確認できず、早くても南宋あるいは明代以降に出現する名称である。
- 作者張継からほど近い時期に編集された高仲武『中興間気集』では、詩題を「夜泊松江」（夜、松江に泊す）とする。松江は現在の呉淞江を指し、太湖を発して蘇州の南約25キロを流れ東海に注ぐ川である。
- 後述の欧陽脩の批評では、第3句を「姑蘇台下寒山寺」とする。姑蘇台とは、蘇州の西南にある太湖のほとり、姑蘇山上にある呉の宮殿跡である。
- 詩中の「寒山寺」の語は、本来は固有名詞ではなく、「寒山の寺」すなわち「晩秋の寒々とした山の寺」という意味である。

従って、この詩は本来、張継が太湖近くを流れる松江で舟泊まりした時に、付近の山寺がつく鐘の音を聴いて作ったものであり、楓橋・寒山寺とは無関係だったのを後世の人が付会して今日の解釈になったと考えられている。
日本でよく読まれた漢詩の選集には『唐詩選』と『三体詩』があったが、「楓橋夜泊」はその両方に収載される数少ない詩のひとつであったことから、中国人はもとより、日本人にも古くから馴染み深い詩となっている。この詩がひろく人びとから愛好されるようになってから、歴代の詩人が次々に寒山寺を訪れて続作を詩に詠んでいる。

### 欧陽脩による批評
宋の欧陽脩が「句は秀逸であるが、夜中とは鐘を打つ時ではない」と評したため、「夜半鐘聲」をめぐって様々な議論が出た。しかし、その後、于鵠や白居易の詩のなかに「半夜鐘」の語がみえるなど、夜中に鐘が鳴ると詠じた唐詩の例がたくさんあるとの反論が出た。唐代には夜中に時刻を知らせる鐘を鳴らすことがあり、宋代にはそうした習慣は消えたようである。

### 詩碑
寒山寺には、明代に「三絶」と呼ばれた蘇州の文人文徴明の筆になる「楓橋夜泊」の詩を刻んだ石碑があり、明・清代の人びとはその拓本を購買した。清末の1906年、長い年月のため損耗してきたので学者兪樾が彫りなおした。境内には兪樾の翻刻碑がある。
その他、境内のいたる処に詩碑があり、なかでも「寒山寺碑廊」には多くの拓本が並ぶ。文物としては、「碑廊」と称する特別の部屋に置かれた歴代の石碑の価値が高く、文微明や兪樾、劉海栗らの碑がある。拓本は寒山寺参詣の土産として人気が高い。なお、寺域外であるが、鉄鈴関（後述）のそばに「楓橋詩碑廊」があり、これはおもに現代の書家によるものである。

## 楓橋

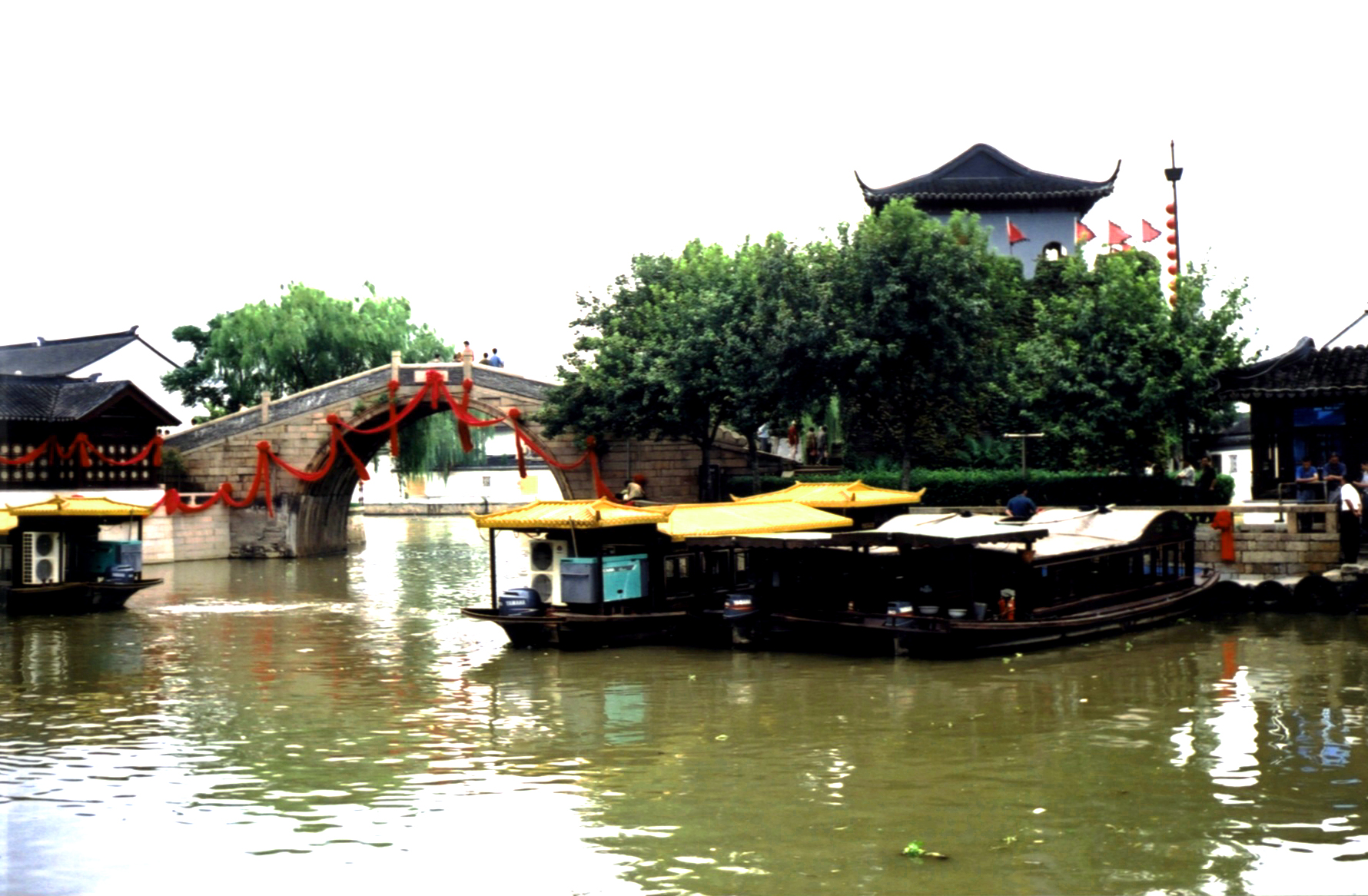
楓橋に停泊する船（右側の建物は鉄鈴関）

楓橋は、現在も寒山寺の北100メートルのところにかけられた石造の太鼓橋である。もと「封橋」と書いたが、張継の詩が有名になったので「楓橋」に改められたといい、自動車での通行は不可能である。今でも景勝地として知られており、また楓江と京杭大運河とが交わる交通の要衝でもある。現在、周辺は「楓橋風景名勝区」として整備が進んでいる。
楓橋はまた、明代初期の蘇州出身の詩人で「呉中四傑」の一人でもある高啓（高青邱）が、かれの友人で蘇州の知事でもあった魏観に裏切られて蘇州の城内で捕縛され、そののち洪武6年（1373年）に、死を覚悟しての北行に際して「絶命詩」を詠んだ地としても知られる。
高啓は、魏観のために書いた文章が禍し、猜疑心の強い太祖洪武帝（朱元璋）によって、この詩を詠んだ翌洪武7年（1374年）に南京で腰斬の刑を受けた。39歳であった。
| 原文           | 書き下し文                                        |
| 楓橋北望草斑斑 | 楓橋北望すれば 草斑斑                             |
| 十去行人九不還 | 十去の行人 九還らず                               |
| 自知清徹原無愧 | 自ら知る 清徹 原（もと）より愧（はじ）る無きを    |
| 蓋倩長江鑑此心 | 蓋（なん）ぞ長江を倩（やと）いて 此の心を鑑みんや |

## 寒山寺五古

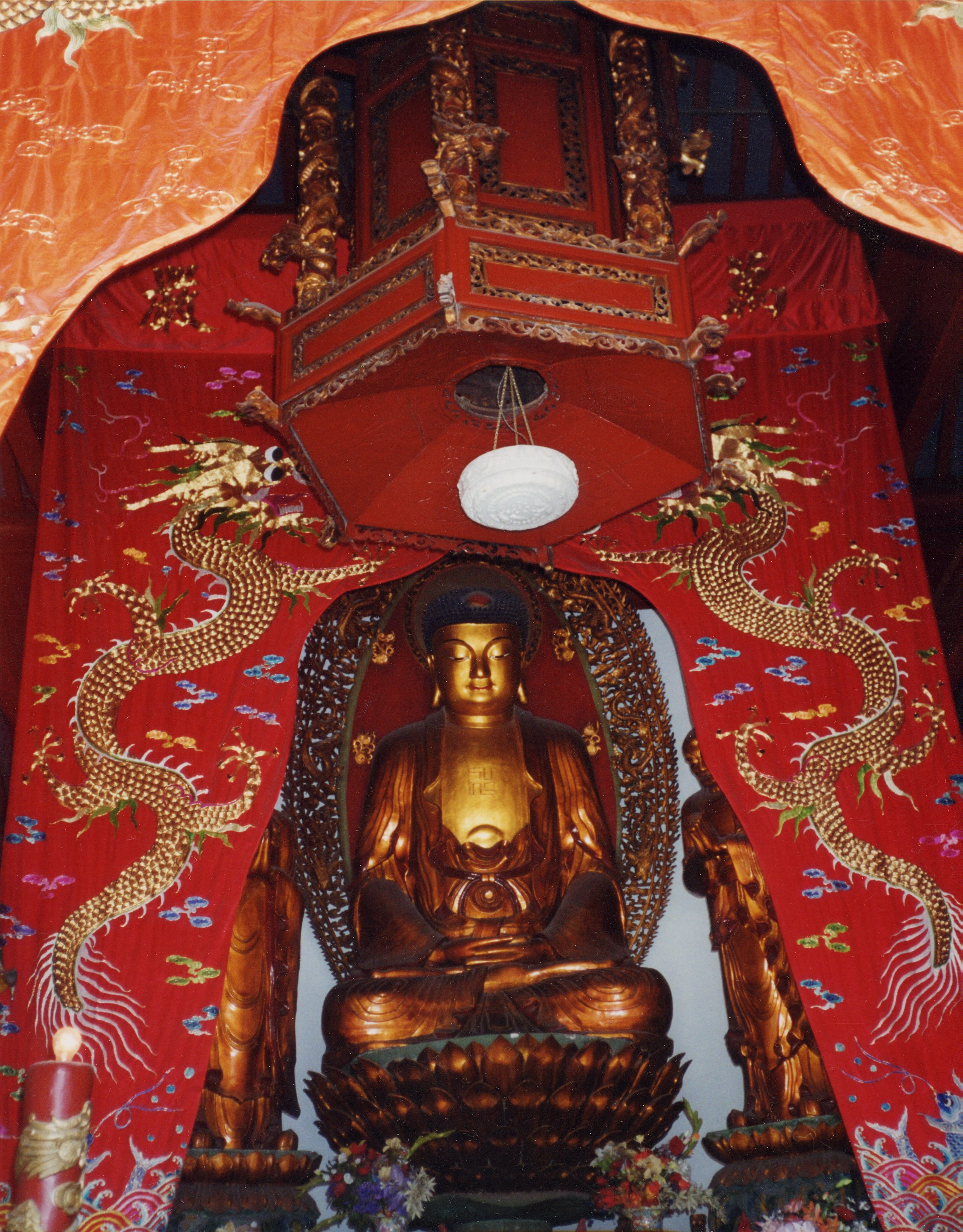
釈迦如来像（大雄宝殿）

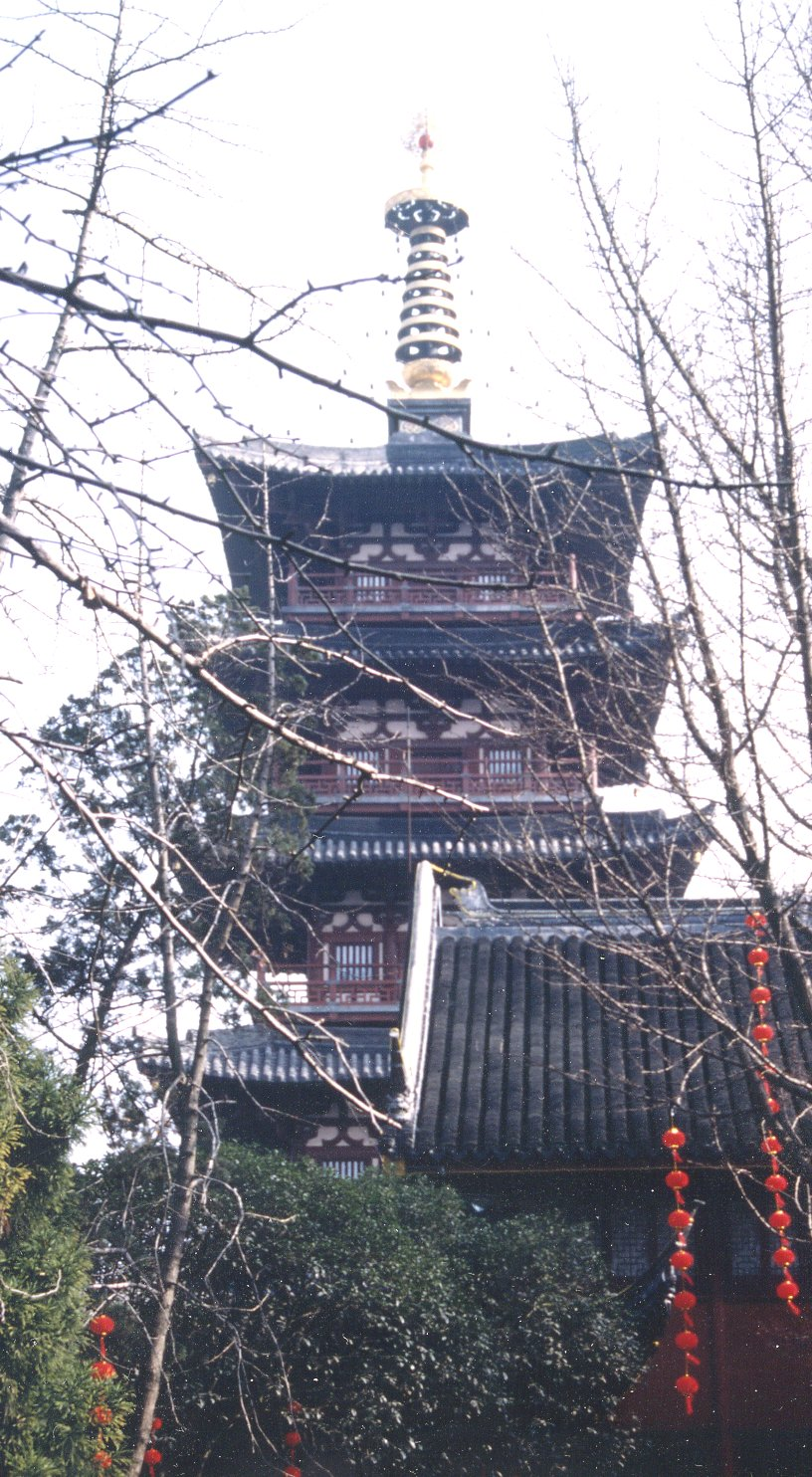
普明宝塔

「寒山寺五古」とは、寒山寺にまつわる5つの古いものという意味で、
1. 古寺（寒山寺）
2. 古橋（楓橋、江村橋）
3. 古関（鉄鈴関）
4. 古鎮（楓橋古鎮）
5. 古運河（京杭大運河）

を指している。

### 古寺（寒山寺）
照壁
西のややオレンジがかった黄色い照壁が境内への入口となっている。門前には「江蘇省文物保護単位」の標識碑がある。
大雄宝殿・羅漢堂
境内中央には、本堂にあたる大雄宝殿があり、仏事はここでおこなわれる。クスノキの一刀彫りで金色に彩色された釈迦牟尼仏、阿難、迦葉の像があり、脇には十八羅漢が並んでいる。羅漢堂の向かい側には、鐘房と碑廊があり、数多くの鐘や古い詩碑が保管されている。
大雄宝殿の前庭には香炉が置かれており、常に参詣客の線香が絶えない。
なお、大雄宝殿の外には、唐代に建てられたという「釈迦牟尼説法図」の石碑がある。
鐘楼
大雄宝殿の南東側には、屋根の大きく反り返った2階建ての鐘楼があり、観光客はそこで鐘を撞くことができる。鐘楼の前には「聴鐘石」と刻された自然石が置かれており、記念写真の撮影スポットとなっている。
寒拾殿
境内東側にあり、金色に彩色された寒山と拾得の像が安置されている。
普明宝塔
境内東端、最奥に所在する普明宝塔は、1995年12月に建てられた高さ52メートルの木造の塔で、唐の楼閣式仏塔を模したものである。

### 古橋（楓橋、江村橋）
江村橋は、寒山寺南門付近に架かる橋で、多くの参詣客にとっては参道にあたる。この橋と上述の楓橋を合わせ「江楓古橋」と呼んでいる。ともに歴史は唐代にさかのぼるが、現今の橋はいずれも清の同治年間に修造されたものである。

### 古関（鉄鈴関）
鉄鈴関は、楓橋畔に築かれた関で、創建は明の嘉靖年間である。蘇州には他にも強固な関があったとされるが、こんにちではいずれも失われ、現存するのは鉄鈴関のみである。

### 古鎮（楓橋古鎮）
楓橋古鎮とは、楓橋大街から寒山寺弄の2条の通りに面した古い街並みのことである。こんにちでは、観光地として整備され、かえって古い街並みは失われている。

### 古運河（京杭大運河）
北京市通州区から浙江省杭州市までの約1,800キロメートルを流れる運河であり、春秋戦国時代に呉王夫差が建設に着手し、隋の煬帝が本格的な工事を進めて610年に完成した。かつては、政治の中心地華北と経済の先進地江南、さらに軍事の拠点涿郡（幽州、いまの北京）とを結ぶ中国物流の大動脈であった。蘇州からは、南へ杭州、西は揚州を経て洛陽へと通じている。

## 寒山寺の鐘
張継の詩に詠まれた寒山寺の鐘は、唐代に鋳造されたものと考えられるが、失われて久しかった。
明代の嘉靖年間に、本寂禅師によって2代目の鐘が鋳造され、鐘楼も建てられたが、この鐘も16世紀末葉から17世紀前半にかけて失われてしまった。
従前より寒山寺では2つの鐘が用いられていた。ともに最後に寒山寺が再建された、約100年前の清朝末期のものである。ひとつは1906年に中国で製造された大きい鐘であり、もうひとつは、同じ頃に日本で鋳造されたものである。初代内閣総理大臣伊藤博文による以下のような銘文が鋳されている。
姑蘇寒山寺、歴劫年久、唐時鐘声、空於張継詩中伝耳。嘗聞寺鐘転入我邦、今失所在、山田寒山捜索尽力、而遂不能得焉。乃将新鋳一鐘齋往懸之。
決して大きなものではないが、音色は清澄であると同時に荘厳さがあり、余韻が素晴らしいと言われていた。

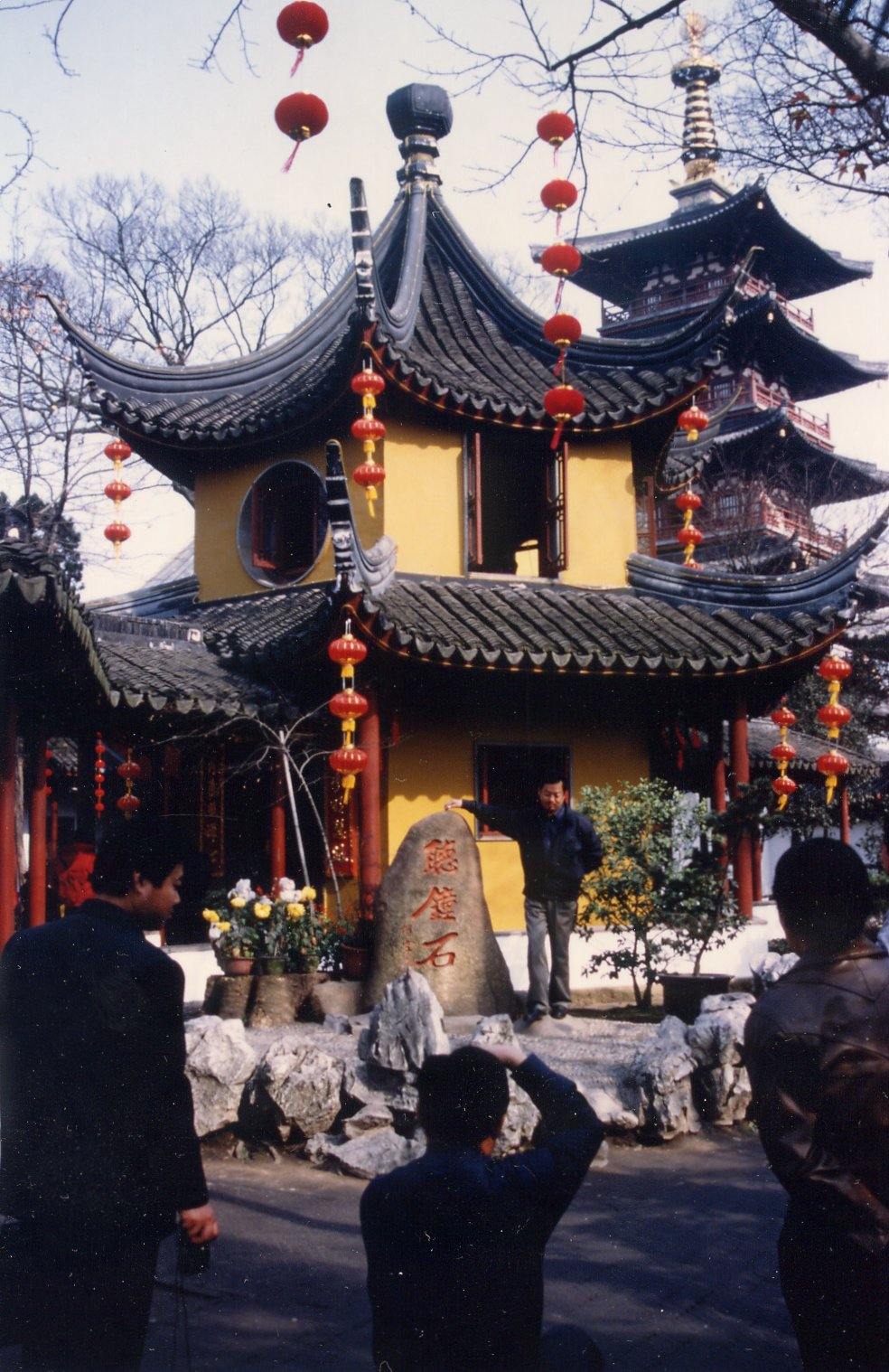
寒山寺の鐘楼（黄色い建物）と「聴鐘石」、奥の高い建物は宝塔

原型となった唐朝時代の鐘は古い時期に日本に持ち去られたと信じている人（伊藤博文と康有為を含む）がおり、これについては、中国人や韓国人の間で論争となったことがある。実際、明治末年の当時から、鐘は倭寇が盗んで日本に持ち帰ったという話が現地にのこり、それに当惑した日本人も多かったようで、山田寒山という僧は、日本各地を訪ねて鐘を探したが見つからず、伊藤博文もまた、これを聞いて心配して部下に探させたが、やはり見つからなかったので、1905年、山田と伊藤が発起人となり、寄付を集めて梵鐘を鋳造することにしたものである。完成した鐘は唐風の銅鐘（青銅製乳頭鐘）で、1914年に寒山寺に寄贈された。この鐘は、現在、大雄宝殿の右側にある。
鐘楼に懸けられている清の光緒32年（1906年）の大鐘は、当時の江蘇巡撫陳氏が寒山寺を修復した時に鋳造されたものであり、鐘の高さは1.3メートル、口径1.24メートル、重さ約2トンのものである。この鐘を撞くと、42秒間も響き続けるという。これが3代目の鐘とされる。
4代目とされる鐘は、1986年に民豊鍋廠という工房で製作された鐘で、高さ2.25メートル、外周1.5メートル、重量2.5トン。梵鐘づくりの名工と呼ばれた李吉人が、北京に所在する大鐘寺の資料によって唐代の鐘を再現したものであった。
2005年に寒山寺によって注文された5代目にあたる鐘は、武漢の工房で製造されて近年完成し、寒山寺に移送された。「古寒山寺」と大書され、法華経が鋳されており、特設された東屋のなかに安置されている。銅の純度が高く、重さ108トンにおよび、高さ8.5メートル、最大径5.2メートルの大型のものである。

## 現在の寒山寺

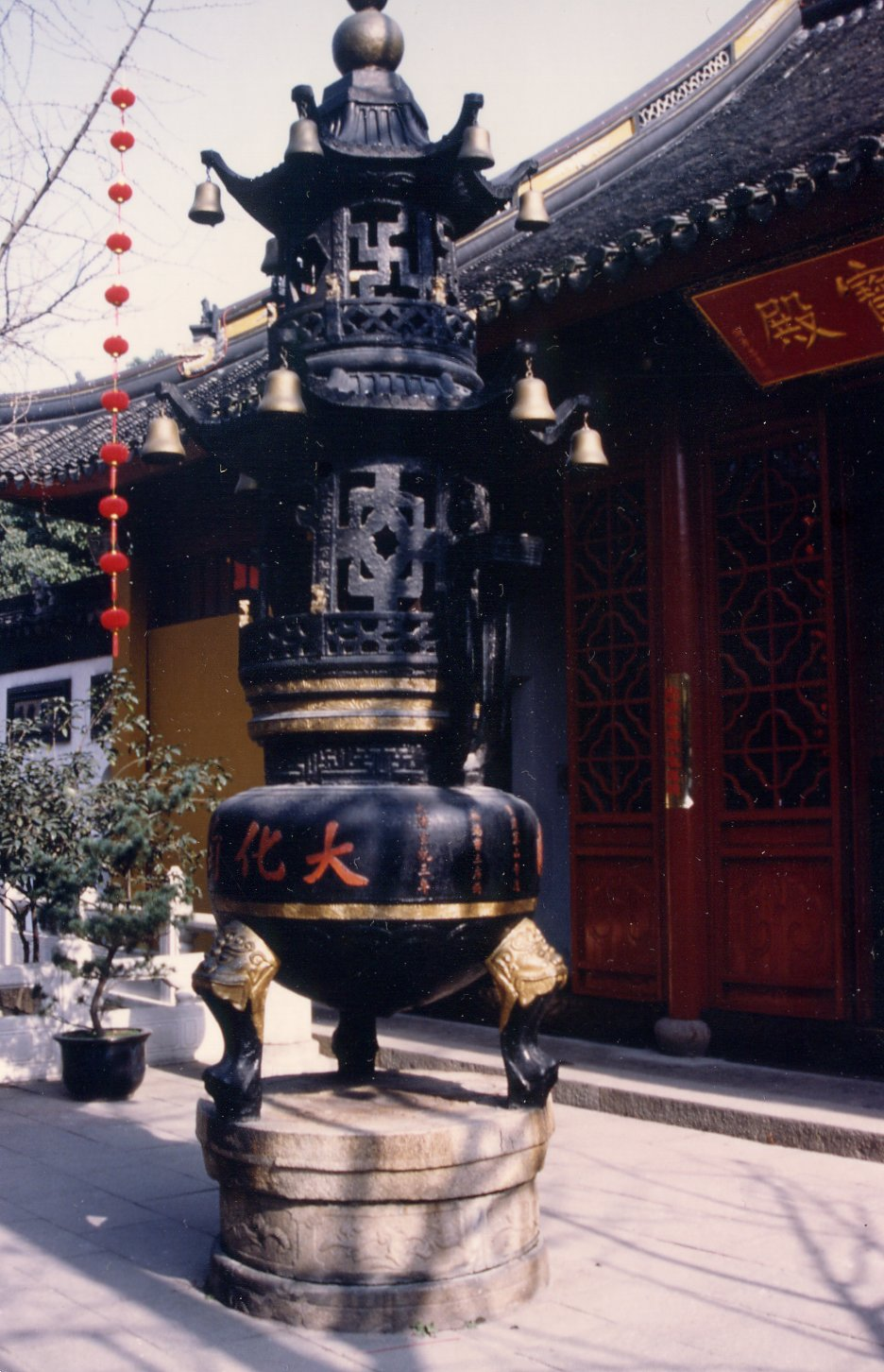
寒山寺大雄宝殿前の香炉

### 除夜の鐘
寒山寺では、毎年大晦日には除夜の鐘が鳴らされることになっており、その鐘の音を聴くと10歳若返ると言われており、こんにちでは誰が撞き手の一番手となるかをせりにかける行事が恒例となっている。除夜の鐘を聞きながら新年を迎える行事は、1979年には池田市日中友好協会名誉会長、蘇州市名誉市民でもある故藤尾昭氏が発起人となって「寒山寺新年聴鐘声活動」として始まった。以後、12月31日には日本ばかりでなく、韓国をはじめとする各国の観光客や中国人も大勢参加するようになった。

### 住所・アクセス
- 蘇州市寒山寺弄24号
- 蘇州駅より車で20分

### 住職
- 秋爽大師

### 公開日・時間
- 年中無休
- 8:00-16:50
- （夏期）7:00-18:00

### 入観料
- 20元（2007年現在）、鐘楼は別途5元